# Bracon suchorukovi
Bracon suchorukovi är en stekelart som beskrevs av Telenga 1936. Bracon suchorukovi ingår i släktet Bracon och familjen bracksteklar. Inga underarter finns listade.